# Lamarque-Pontacq
Lamarque-Pontacq – miejscowość i gmina we Francji, w regionie Oksytania, w departamencie Pireneje Wysokie.
Według danych na rok 1990 gminę zamieszkiwało 659 osób, a gęstość zaludnienia wynosiła 61 osób/km² (wśród 3020 gmin regionu Midi-Pyrénées Lamarque-Pontacq plasuje się na 490. miejscu pod względem liczby ludności, natomiast pod względem powierzchni na miejscu 1029.).